# Vânători (Iași)
Vânători è un comune della Romania di 4 656 abitanti, ubicato nel distretto di Iași, nella regione storica della Moldavia.
Il comune è formato dall'unione di 5 villaggi: Crivești, Gura Bâdiliței, Hârtoape, Vânători, Vlădnicuț.